# 만평

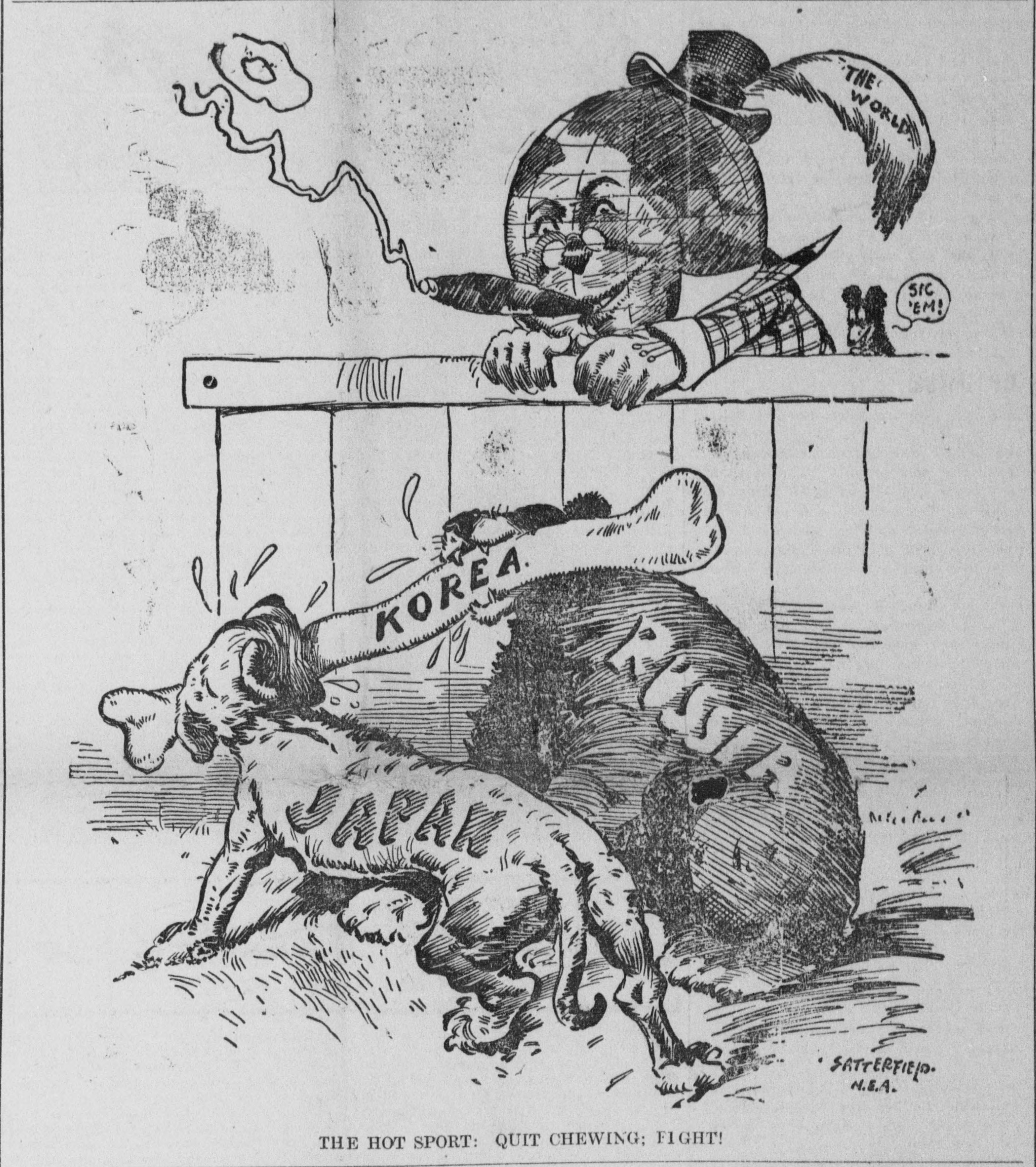
러일 전쟁을 기다리는 세계를 풍자하는 만평 (밥 새터필드, 1904년 1월 27일자 〈타코마 타임스〉지)

만평(漫評) 또는 시사 만화(時事漫畫)는 신문 등에 실린 풍자 만화이다. 인물이나 사회를 풍자적으로 비평하거나, 당시에 일어난 여러 가지 세상일을 해학과 풍자로 그린다.

## 같이 보기
- 캐리커처